# Siri Derkert
Siri Derkert (ur. 30 sierpnia 1888 w Sztokholmie, zm. 28 kwietnia 1973 w Lidingö) – szwedzka malarka, rzeźbiarka, graficzka i projektantka mody. Działaczka na rzecz emancypacji kobiet.

## Biografia i twórczość

### Początki
Siri Karin Johansson urodziła się jako jedno z siedmiorga dzieci Edwarda i Valborg Johansson; rodzina przybrała później nazwisko Derkert. W 1904 roku Siri rozpoczęła naukę w Caleb Althins målarskola, a w latach 1911–1913 studiowała na Akademii Sztuki w Sztokholmie. Razem z nią studiowały między innymi Hilding Linnqvist, Anna Petrus i Elisabeth Bergstrand-Poulsen. Nauczanie odznaczało się konserwatyzmem. W listopadzie 1913 roku Siri Derkert przyjechała do Paryża. Tu dołączyła do Ninnan Santesson i Elisabeth Bergstrand-Poulsen, z którymi na początku 1914 roku odbyła kilkutygodniową podroż do Algieru. Był to owocny wyjazd, podczas którego artystka namalowała wiele portretów. Po powrocie do Paryża wiosną 1914 roku spotkała fińskiego rzeźbiarza Valle Rosenberga. W tym samym czasie bliżej zainteresowała się kubizmem. Oboje z Rosenbergiem powrócili do Sztokholmu, gdzie akurat trwały dyskusje nad książką Pära Lagerkvista Ordkonst och bildkonst (Sztuka słowa i sztuka obrazu), będącą wykładnią poglądów jej autora na temat kubizmu i jego przewadze nad naturalizmem. Rosenberg i Derkert wkrótce wyjechali ze Sztokholmu na Sycylię, a stamtąd do Neapolu, gdzie w lipcu 1915 roku urodził się ich syn, Carlo. Z tego okresu pochodzi większa część obrazów Siri Derkert, namalowana w stylu kubistycznym. Choć większość z nich zaginęła, to te które się zachowały należą do najcenniejszych przykładów szwedzkiego kubizmu, a nawet szwedzkiego modernizmu. Wczesnym latem 1915 roku artystka namalowała autoportret w ciąży i martwą naturę (Nature morte, 1915, Moderna Museet); ta ostatnia utrzymana jest w charakterystycznym dla niej stylu, w którym poszczególne przedmioty są rozproszone po powierzchni stołu, wznoszącego się w stronę widza. Artystka dokonała tu swoistej redukcji przestrzeni w celu uzyskania stereometrycznych jednostek. Obraz ten oznaczał jej zerwanie z naturalizmem, który został przez nią zgeometryzowany, a tradycyjna perspektywa usunięta. Siri Derkert powróciła do Szwecji. W 1917 roku na deskach Intima teaterm wystąpiła w wieczorze tanecznym z własnym utworem baletowym. Taniec towarzyski, popularny wówczas w kręgach, w których się artystka się obracała, wylansowała na początku stulecia amerykańska tancerka Isadora Duncan. Zarówno Siri jak i jej młodsza siostra Sonja tańczyły boso w Anna Behles plastinstitut w Sztokholmie. Modnymi tańcami towarzyskimi były wówczas  one-step, tango czy cake-walk, a jednym z ich popularyzatorów był malarz Isaac Grünewald. Był to też czas baletu rosyjskiego z Fokinem i Dalcrozem jako choreografem, próbującym stworzyć sztukę całościową, łączącą w sobie taniec, muzykę, dramat, scenografię i modę. Fiński krytyk Sigurd Frosterus w jednym ze swych artykułów, Regnbågsfärgernas segertåg (1917) porównał młody ekspresjonizm z cake-walk i tangiem. W Sztokholmie Siri Derkert związała się z Bertilem Lybeckiem, z którym miała dwoje dzieci, córki Liv (ur. 1918) i Sarę (ur. 1920). Jej sytuacja osobista była wówczas trudna; utrzymywała się z projektowania mody i pisania artykułów do gazet, zaprzestała natomiast na 5 lat malowania. W 1919 roku razem z Ninie Bergsten i Anną Petrus wzięła udział w wystawie Den fri udstilling w Kopenhadze.

### Lata 20.
W 1921 roku artystka zaprezentowała swoje liczne prace na wystawie sztuki kobiecej (Kvinnosalongen) w sztokholmskiej Liljevalchs konsthall. Ekspozycja spotkała się z gwałtownym atakiem krytyki, choć Siri Derkert została potraktowana łagodniej od swych koleżanek. Był to wówczas okres, w którym kobiety uzyskały równouprawnienie, w tym prawo do edukacji i prawo wyborcze. Siri Derkert krytykowała męskie przywileje, aktywnie działając na rzecz emancypacji kobiet. Zabrała syna Carlo z Włoch oraz córki z Kopenhagi by zamieszkać z nimi w małym domku nad Morzem Alandzkim. Mieszkali tam w latach 1924–1929. Podjęła na nowo malowanie, udoskonaliła też sztukę rysowania. Dominującym motywem były jej dzieci i ich towarzystwo. Obrazy jej często cechował spokój oraz mocna kolorystyka i światło. Dzieci pozowały początkowo siedząc. Po 1928 roku artystka zaczęła rysować dzieci w ruchu. Miała nadzieję na otrzymanie zamówień na miniatury, dotyczące szczególnie tematyki dziecięcej. W 1929 roku w Gumme konsthall wystawiła 22 tego typu dzieła. Podobne prace zaprezentowała również na Stockholmsutställningen, jednak z braku znaczących zamówień zarzuciła wkrótce ten rodzaj sztuki. 

### Lata 30.
W 1931 roku Siri Derkert doczekała się swego pierwszego stałego domu, kiedy jej matka kupiła „Lillastugan” („mały domek”) na Lidingö. Tu, w byłej piekarni i w przylegającym do niej ogrodzie artystka stworzyła swoje późniejsze prace. Eksplorowała to, co nazywała „niezwykłą rzeczywistością” – życie codzienne i ludzi w ich bezpośrednim otoczeniu. Modelami były jej własne dzieci, dzieci z pobliskich gospodarstw oraz bawiące się dzieci, uchwycone podczas letnich pobytów w Norra Roslagen. W jej autoportretach pojawiały się często silne nastroje przestrzenne i egzystencjalne. Gdy portrety dzieci Siri Derkert pojawiły się na jej pierwszej indywidualnej wystawie w Svensk-franska konstgalleriet w Sztokholmie w 1932 roku, jeden z krytyków napisał o niej, iż należy ona do „bezwarunkowych kaznodziejów brzydoty w sztuce współczesnej”. Jej córka Liv, również artystka, rozwinęła własny, specyficzny styl. W listopadzie 1936 roku obie pojechały razem do Paryża na studia, które trwały do kwietnia 1937 roku. W maju tego samego roku Liv zachorowała na gruźlicę, a w listopadzie 1938 roku zmarła.

### Lata 40.
Żałoba po śmierci córki zaważyła na życiu Siri Derkert przez wiele lat. Artystka uczęszczała na kursy we Fredshögskolan, a od lata 1943 roku zaczęła odwiedzać corocznie żeńską szkołę publiczną Fogelstad w Sörmland. W wielu swoich rysunkach przedstawiała wybitne kobiety z Fogelstad, w tym Honorine Hermelin, Elisabeth Tamm, Elin Wägner i Emilię Fogelklou. Wszystkie one były zaangażowane wcześniej w ruch na rzecz praw wyborczych kobiet. Działalność społeczna w Fogelstad dostarczyła Siri Dekert wielu motywów, stała się też początkiem procesu, który doprowadził do powstania jej późniejszych prac o charakterze publicznym. Siri Derkert zaczęła angażować się coraz bardziej w politykę. Związała się z lewicową organizacją Clarté, a w 1950 roku została przewodniczącą sztokholmskiej sekcji Svenska kvinnors vänsterförbund (Lewicowego związku kobiet szwedzkich). 
Lata 40. Siri Derkert zakończyła podróżą na Islandię, która oznaczała początek nowego okresu w jej sztuce. Artystka wykonała wówczas między innymi serię tzw. akwarel deszczowych, namalowanych w plenerze przy padającym deszczu.

### Lata 50.
Od lat 50. w jej dziełach zaczęły ponownie pojawiać się wyraźne komentarze polityczne, jak wycinki z gazet, informujące o degradacji środowiska. Siri Derkert wykonywała również wiele obrazów w formie plakatów, jak obraz Amnesty International lub w formie litografii, gdzie motywy obrazowe i slogany współdziałają ze sobą. W tej grupie prac znalazły się również portrety i szkice rysunkowe jej kolegów, w tym  radykalnego krytyka sztuki P. O. Zennströma czy kolaż w technice mieszanej, przedstawiający fitofizjologa Georga Borgströma, zwracającego uwagę opinii publicznej na marnowanie zasobów Ziemi. W tym czasie Siri Derkert dużo eksperymentowała używając oprócz tradycyjnych technik, takich jak rysunek czy obraz, również farb w sprayu, taśm stalowych oraz różnych materiałów papierowych i plastikowych w kolażu.

### 1958–1972. Prace w przestrzeni publicznej
Pierwszą pracą Siri Derkert o charakterze publicznym był Filar Kobiet (Kvinnopelaren), odsłonięty w 1958 roku na T-Centralen, głównej stacji sztokholmskiego metra. Wyryte na mokrym betonie rysunki na dwóch stronach filaru pochodzą z pracy Obrazy z walki o ideę (Bilder ur idékampen) przedstawiając portrety kobiet z Fogelstad oraz pisarzy Thomasa Thorilda, Carla Jonasa Love Almqvista i Augusta Strindberga. Na dwóch pozostałych bokach filaru ukazane są obrazy z życia codziennego kobiet, bawiące się dzieci, konduktorki, nosicielki cegieł na budowie oraz wioślarki.
W 1959 roku Siri Derkert wygrała konkurs na dekorację ściany internatu szkolnego Anundsjöbygdens realskola w Bredbyn.

Do najbardziej okazałych rysunków w naturalnym betonie autorstwa Siri Derkert należą kompozycje plastyczne na stacji Östermalmstorg, odsłonięte w 1965 roku, należące ze względu na swoje rozmiary i złożoność do najbardziej innowacyjnych prac w przestrzeni publicznej, powstałych w okresie powojennym. Długie na 145 metrów kompozycje przedstawiają rysunki figuralne, portrety, linie tekstu i nuty. Ich tematyka to pokój, kwestie środowiskowe, taniec, muzyka (nuty z Marsylianki) i rytm.
Dorobkiem Siri Derkert w dziedzinie tkaniny artystycznej jest pochodzący z 1965 roku duży gobelin Co śpiewają ptaki???? (Vad sjunger fåglarna????), zdobiący salę plenarną urzędu miejskiego w Höganäs.
Z przełomu lat 60. i 70. pochodzą dwa znaczące dzieła Siri Derkert, Ściana Szwecji (Sverigeväggen), wykonana w latach 1967–1969 dla domu szwedzkiego w Sztokholmie oraz Czyste powietrze - czysta woda (Ren Luft - Rent Vatten), wykonane w latach 1968–1972 dla Gullingeskolan w Tensta, ukończone przez Rolanda Haeberleina i Torda Olsona po śmierci artystki.

## Odznaczenia
- Medal Księcia Eugeniusza (1960)[7]